# Matthew Bingley
Matthew Bingley (* 16. srpen 1971) je bývalý australský fotbalista.

## Reprezentace
Matthew Bingley odehrál 14 reprezentačních utkání. S australskou reprezentací se zúčastnil Oceánského poháru národů 1996 a Konfederačního poháru FIFA 1997.

## Statistiky
| Austrálie | Austrálie | Austrálie |
| Roky      | Záp.      | Góly      |
| --------- | --------- | --------- |
| 1993      | 1         | 0         |
| 1994      | 0         | 0         |
| 1995      | 2         | 0         |
| 1996      | 3         | 1         |
| 1997      | 8         | 4         |
| Celkem    | 14        | 5         |